# Kommissionen Rey
Kommissionen Rey var den EU-kommission som var i tjänst mellan den 6 juli 1967 och den 1 juli 1970. Den bestod av en ordförande, Jean Rey, och tretton andra kommissionärer. Den efterträdde kommissionen Hallstein II och ersattes 1970 av kommissionen Malfatti. Kommissionen leddes av Jean Rey, som utsågs till en början på ett tvåårsmandat, men som sedan förlängdes fram till den 1 juli 1970.
Rey-kommissionen åtog sig att förstärka gemenskapens institutioner och ökade Europaparlamentets makt och förespråkade direkta val till parlamentet. Denna kommission fullbordade också tullunionen (1968).
Rey spelade en viktig roll i Haagmötet under 1969, då de europeiska ledarna beslutade att åter väcka liv i den europeiska integrationen genom två nya initiativ: å en sidan Ekonomiska och monetära unionen (EMU), å andra sidan European Political Cooperation (EPC), vilket var påbörjan av den gemensamma valutan euro och europeiska unionens gemensamma utrikes- och säkerhetspolitiken.
Slutligen, under 1970, de sista åren av mandaperioden, lyckades Rey vinna de europeiska regeringarnas stöd för hans förslag att ge gemenskapen "egna resurser". Detta betydde att Europeiska ekonomiska gemenskapen inte längre behövde uteslutande vara beroende av medlemsstaternas bidrag, utan skulle kunna komplettera sin budget med tillgångar från tullar och uttaxering av jordbruksprodukter som importerades in i gemenskapen.